# Marek Pokorný
Marek Pokorný (* 21. srpna 1963 Humenné) je český galerista, v letech 2004 až 2012 ředitel Moravské galerie v Brně, od března 2020 člen a od dubna 2024 místopředseda Rady Českého rozhlasu.

## Život
V letech 1977 až 1981 absolvoval Gymnázium Cheb a následně v letech 1982 až 1987 vystudoval Filozofickou fakultu Univerzity Karlovy v Praze (získal titul Mgr.). V letech 1989 až 1992 se pak ještě účastnil studijního pobytu na katedře estetiky FF UK.
Pracoval v kulturních rubrikách deníků Prostor (1992), Lidová demokracie (1993 až 1994) a Dnes (1994 až 1999) a časopisu Týden (1999 až 2000). V letech 2000 až 2002 žil v italském Římě, byl v domácnosti. Mezi roky 2003 až 2004 se živil jako hlavní kurátor Domu Pánů z Kunštátu Domu umění města Brna. V letech 2004 až 2012 působil také jako ředitel Moravské galerie v Brně. Byl a je členem řady uměleckých rad a komisí. V letech 2014 až 2018 pracoval pro ODS jako expert pro kulturu. V roce 2016 se stal ředitelem PLATO Ostrava, městské galerie moderního umění.
V minulosti neúspěšně kandidoval na post ředitele Galerie hl. města Prahy a Národní galerie Praha. Dne 11. března 2020 byl zvolen členem Rady Českého rozhlasu, získal 135 hlasů (ke zvolení bylo třeba alespoň 88 hlasů). Do Rady ČRo jej nominovala Společnost Jindřicha Chalupeckého. Mandátu se ujal dne 27. března 2020. V dubnu 2024 byl zvolen místopředsedou rady.
V březnu 2025 kandidoval na post rektora Akademie výtvarných umění v Praze, ale získal pouze 4 hlasy od 17 akademických senátorů a hned v prvním kole volby jej tak porazil kurátor a pedagog Tomáš Pospiszyl.